# إبراهيم خريبط
إبراهيم علي يوسف خريبط من مواليد 1913 ، وتوفي في 5 يوليو 2003، نائب سابق في مجلس الأمة الكويتي، وهو والد كل من (عبد الحميد إبراهيم خريبط) الذي سقط في انتخابات المجلس الوطني عام 1990 و(عبد المجيد إبراهيم خريبط) الذي سقط في انتخابات مجلس الأمة الكويتي 1999 في الدائرة العاشرة وعم (صلاح باقر خريبط) الذي شارك في انتخابات مجلس الأمة الكويتي 1981 وانتخابات مجلس الأمة الكويتي 1985 وانتخابات مجلس الأمة الكويتي 1999 ولم ينجح في أي منها ، وجد (ميثم خليل خريبط) الذي شارك في انتخابات مجلس الأمة الكويتي 2006 وانسحب بعدها.

## السيرة البرلمانية
شارك في انتخابات مجلس الأمة الكويتي 1963 في الدائرة الأولى، وحصل على المركز الثاني بـ804 أصوات وفاز بالانتخابات، وشارك في انتخابات مجلس الأمة الكويتي 1967 في الدائرة الأولى، وحصل على المركز الثاني بـ1123 صوت وفاز بالانتخابات، شارك في انتخابات مجلس الأمة الكويتي 1971 في الدائرة الأولى، وحصل على المركز الأول بـ890 صوت وفاز بالانتخابات، وشارك في انتخابات مجلس الأمة الكويتي 1975 في الدائرة الأولى، وحصل على المركز الثاني بـ813 صوت وفاز بالانتخابات، وشارك في انتخابات مجلس الأمة الكويتي 1985 الثالثة عشر، وحصل على المركز الخامس بـ428 وفشل في الفوز بالانتخابات.